# Non riesco a stare fermo
Non riesco a stare fermo è un album discografico del gruppo musicale italiano Skarabazoo, pubblicato nel 2005 dalla 2Toni.

## Tracce
1. Non riesco a stare fermo - 2:48 (S.Mairo)
2. Favola - 3:47 (S.Mairo)
3. Tu - 3:05 (S.Mairo)
4. Lo ska nel mare - 3:40 (S.Mairo)
5. Viaggio - 2:58 (S.Mairo)
6. Bella - 3:15 (V.Mairo)
7. Hawaii 5-0 - 1:54 (M.Stevens)
8. Tutti giù per terra - 4:09 (S.Mairo)
9. Charleston - 3:44 (S.Mairo)
10. Lo spettacolo - 3:55 (S.Mairo)
11. Solo per te - 3:56 (S.Mairo)
12. Il tempo è una ruota che gira - 4:26 (S.Mairo)
13. Sogna - 3:53 (S.Mairo)
14. Outro - 1:50 (S.Mairo)

## Formazione

### Gruppo
- Sergio Capelli - voce
- Matteo Cantamessa - batteria, cori
- Corrado Buffa - tastiere, pianoforte, cori
- Matteo Campini - basso, cori
- Samuele Mairo - chitarra, cori

### Altri musicisti
- Francesco Rocco - sax tenore, sax contralto
- Luca Centanni - sax tenore
- Alberto Borio - trombone
- Diego Frabetti - tromba
- Vito Miccolis - percussioni
- Serana Zerri - voce in Charleston